# Polymera catharinae
Polymera catharinae är en tvåvingeart som beskrevs av Alexander 1931. Polymera catharinae ingår i släktet Polymera och familjen småharkrankar. Inga underarter finns listade i Catalogue of Life.